# Keytec
KeyTec is een internationaal bedrijf dat precisiecomponenten van metaal en plastic vervaardigt.
Het bedrijf heeft vestigingen in Nederland (Sittard en High Tech Campus in Eindhoven), China en Tsjechië en telt wereldwijd ca 1000 werknemers.
De Nederlandse productieactiviteiten zijn geconcentreerd in de vestiging in Sittard, KeyTec Netherlands B.V. waar precisiecomponenten worden vervaardigd door middel van dieptrekken, spuitgieten, laserlassen en precisieassemblage.
Het hoofdkantoor KeyTec International B.V. zetelt in Eindhoven.

## Geschiedenis
Het bedrijf is in 1999 opgericht als spin-off van de voormalige Philips-vestiging Philips Components te Sittard, toentertijd een producent van metalen onderdelen voor beeldbuizen. Kort daarna werden, vanwege de nabijheid van de belangrijkste klanten, ook vestigingen in Volksrepubliek China en Hongarije opgezet. De massaproductie van componenten werd aldus deels overgeheveld naar China en Oost-Europa. Eind 2000 werden een aantal Philips-activiteiten, waaronder de KMT plasticactiviteiten in Tilburg en de Mecoma metaalactiviteiten in Eindhoven overgenomen. Mecoma beschikte ook over een vestiging in Tsjechië, dat in de holding werd opgenomen als: KeyTec České Budějovice. En een dochter van KMT Tilburg is overgenomen als KeyTec Guadalajara . Aldus groeide het bedrijf in 1 jaar uit tot een internationale holding met 7 vestigingen. 

## Samenwerkingsverbanden
In 2012 sloot het bedrijf met ECN (onderdeel van TNO) een licentieovereenkomst voor de productie/vormgeving, middels spuitgietprocessen, van extreem thermoshockbestendig hoogwaardig materiaal voor kernfusietoepassingen.
In 2018 startte de samenwerking met het bedrijf Plasmacure om koud-plasma-technologie toe te passen voor wondgenezing. Na onderzoek bleek dat koud-plasma bacteriën doodt, celgroei stimuleert en doorbloeding bevordert. 
KeyTec gaat de productie van atmosferische koud-plasma pads (pleisters) op zich nemen.